# Dipodia
En literatura se llama dipodia, en el arte de la versificación, a la contracción de dos pies en una sola medida, como en el doble yambo o diyambo; en quichua, el verso trocaico o coraico es aquel en que el pie coreo o troqueo ocupa un puesto señalado y es de apreciar que este verso tiene grandes similitudes con el yámbico.
Se denomina también por este vocablo dipodia un cierto modo o proceder de leer o medir los versos en dos pies, lo que le hace dar entonces el nombre de versos dipódicos o divididos en dos pies.